# An American in Paris (phim)
Một người Mỹ ở Paris (tiếng Anh: An American in Paris) là một phim ca nhạc do hãng MGM sản xuất năm 1951, lấy hứng từ bản nhạc An American in Paris do George Gershwin sáng tác cho dàn nhạc, năm 1928. Phim này do các ngôi sao Gene Kelly, Leslie Caron và Oscar Levant diễn xuất, được quay tại Paris, do Vincente Minnelli đạo diễn, từ kịch bản của Alan Jay Lerner. Nhạc do George Gershwin sáng tác, với lời do người em Ira viết, cùng với nhạc bổ sung của Saul Chaplin, chỉ đạo nhạc.
Truyện phim xen rải rác nhiều show múa do Gene Kelly biên đạo. Các bài hát và nhạc, trong đó có các bài "I Got Rhythm," "I'll Build A Stairway to Paradise," "'S Wonderful," và "Our Love is Here to Stay". Đỉnh cao nhất là bài múa ballet "The American in Paris", kéo dài 18 phút do Gene Kelly và Leslie Caron biểu diễn theo bài An American in Paris của Gershwin Riêng màn múa ballet này đã tốn hết hơn nửa triệu dollar, một số tiền khá lớn thời đó.

## Cốt truyện
Jerry Mulligan (Gene Kelly) là một người Mỹ vui tính sang Paris sống nhằm trở thành một họa sĩ nổi tiếng. Bạn của anh ta là Adam (Oscar Levant) là một người chơi dương cầm trong ban nhạc, sống chật vật và cộng tác từ lâu với một ca sĩ người Pháp nổi tiếng, Henri Baurel (Georges Guétary).
Một phụ nữ cô đơn, giàu có - Milo Roberts (Nina Foch) – đùm bọc, bảo trợ cho Jerry, nhưng ít quan tâm tới nghệ thuật của anh ta. Jerry không để ý tới tình cảm của Milo, mà yêu say đắm Lise (Leslie Caron), một cô gái Pháp mà anh ta gặp trong một tiệm ăn. Lise cũng yêu Jerry, nhưng cô ta đã có quan hệ với Henri, người mà cô cảm thấy mắc nợ vì đã cứu gia đình cô trong Chiến tranh thế giới thứ hai.
Trong một cuộc khiêu vũ hóa trang, mà mọi người đều mặc y phục trắng-đen, Milo nghe biết được Jerry không quan tâm tới mình; còn Jerry thì biết được là Lise yêu mình, nhưng sẽ kết hôn với Henri vào ngày mai, và Henri nghe lỏm được cuộc nói chuyện của họ.
Khi Henri lái xe đưa Lise đi, Jerry mơ mộng, tưởng tượng cùng Lise nhảy múa khắp thành phố Paris, và giấc mộng của anh ta chợt bị phá bởi tiếng còi xe của Henri đưa Lise trở lại với Jerry.

## Diễn viên
- Gene Kelly vai Jerry Mulligan
- Leslie Caron vai Lise Bouvier
- Oscar Levant vai Adam Cook
- Georges Guétary vai Henri "Hank" Baurel
- Nina Foch vai Milo Roberts

Ghi chú về vai diễn
- Hayden Rorke, nổi tiếng về diễn xuất vai "Dr. Bellows" trong loạt phim truyền hình I Dream of Jeannie, có phần diễn nhỏ như người bạn của nhân vật Milo.
- Noel Neill, sau này diễn vai "Lois Lane" trong loạt phim truyền hình The Adventures of Superman, có vai diễn nhỏ là một sinh viên nghệ thuật Mỹ, tìm cách phê bình tranh của Jerry Mulligan.

## Dải băng nhạc
| - "Our Love Is Here to Stay" - "By Strauss" - "Tra-la-la (This Time It's Really Love)" - "I Got Rhythm" (do Gene Kelly trình diễn) - "I'll Build a Stairway to Paradise" (do Georges Guétary hát) - "'S Wonderful" (do Gene Kelly và Georges Guétary hát, Gene Kelly múa) - "Nice Work If You Can Get It" (do Georges Guétary hát) - "Embraceable You" (do Leslie Caron múa) - Màn múa ballet "An American in Paris" (do Gene Kelly, Leslie Caron và ban múa) - "Strike Up the Band" - "Concerto in F for Piano and Orchestra" (do Oscar Levant và Dàn nhạc giao hưởng của hãng MGM trình tấu) |

Phân đoạn nhảy ballet dài 17 phút là điểm cao trào của bộ phim, với chi phí sản xuất xấp xỉ 450.000 đô-la Mỹ. Giai đoạn sản xuất phim tạm dừng vào ngày 15 tháng 9 năm 1950, khi Minelli phải đạo diễn cho bộ phim khác Father's Little Dividend. Ông hoàn thành bộ phim này vào tháng 10, sau đó quay lại để ghi hình cảnh nhảy ballet.

## Giải thưởng

### Giải Oscar
Đoạt giải
- Giải Oscar cho phim hay nhất — Arthur Freed, nhà sản xuất
- Giải Oscar cho chỉ đạo nghệ thuật xuất sắc nhất (Dàn cảnh – màu) — E. Preston Ames, Cedric Gibbons, F. Keogh Gleason, và Edwin B. Willis
- Giải Oscar cho quay phim xuất sắc nhất (màu) — John Alton và Alfred Gilks
- Giải Oscar cho thiết kế trang phục (màu) — Orry-Kelly, Walter Plunkett, và Irene Sharaff
- Giải Oscar cho nhạc phim hay nhất — Saul Chaplin và Johnny Green
- Giải Oscar cho kịch bản gốc hay nhất — Alan Jay Lerner

Các đề cử
- Giải Oscar cho đạo diễn xuất sắc nhất — Vincente Minnelli
- Giải Oscar cho biên tập — Adrienne Fazan

### Giải Quả cầu vàng
Đoạt giải
- Giải Quả cầu vàng cho phim ca nhạc hoặc phim hài hay nhất

Các đề cử
- Giải Quả cầu vàng cho đạo diễn xuất sắc nhất — Vincente Minnelli
- Giải Quả cầu vàng cho nam diễn viên phim ca nhạc hoặc phim hài xuất sắc nhất — Gene Kelly

### Khác
Gene Kelly đoạt giải Oscar danh dự năm này cho "tính linh hoạt như một diễn viên, đạo diễn, vũ công, và đặc biệt cho các đóng góp chói sáng trong nghệ thuật biên đạo múa cho phim". Đây là giải Oscar duy nhất của anh ta.
Phim này đã được đưa vào Liên hoan phim Cannes năm 1952.
Năm 1993, phim này đã được chọn đưa vào bảo tồn trong Viện lưu trữ phim quốc gia vì có ý nghĩa "văn hóa, lịch sử, hoặc thẩm mỹ".
Công nhận của Viện phim Mỹ
- 1998: AFI's 100 Years... 100 Movies - #68
- 2002: AFI's 100 Years... 100 Passions - #39
- 2004: AFI's 100 Years... 100 Songs - #32
  - I Got Rhythm
- 2006: AFI's 100 Years of Musicals - #9

## Chuyển thể kịch
Một bản chuyển thể sang kịch sân khấu do Ken Ludwig viết, đã có buổi duyệt trước tại rạp Alley Theatre (Houston) ngày 29.4.2008, chính thức công diễn từ ngày 18/5 tới 22/6/2008. Việc sản xuất và đạo diễn bởi Giám đốc nghệ thuật của rạp Alley là Gregory Boyd, với biên đạo múa của Randy Skinner, trình diễn bởi các ngôi sao sân khấu Harry Groener và Kerry O'Malley. Vở kịch nhạc này có nhiều bài hát gốc trong phim, và cũng kết hợp với các bài hát khác của Gershwin, như bài "They All Laughed," "'S Wonderful," "Let's Call the Whole Thing Off" và "Love Walked In."